# Albany (Wyoming)
Albany statisztikai település az USA Wyoming államában, Albany megyében. Lakosainak száma 31 fő (2020. április 1.).

## Népesség
A település népességének változása:

| 2010 | 55 |
| 2020 | 31 |